# Magalhães de Almeida
Magalhães de Almeida är en kommun i Brasilien.   Den ligger i delstaten Maranhão, i den nordöstra delen av landet, 1 500 km norr om huvudstaden Brasília. Antalet invånare är 17 633.
Omgivningarna runt Magalhães de Almeida är huvudsakligen savann. Runt Magalhães de Almeida är det glesbefolkat, med 13 invånare per kvadratkilometer.